# SG OrPo Danzig

Logo der SG OrPo Danzig

Die Sportgemeinschaft der Ordnungspolizei Danzig (kurz SG OrPo Danzig) war ein Fußballverein aus Danzig. Sie wurde 1920 unter dem Namen Sportverein Schutzpolizei Danzig als Sportverein der städtischen Polizei gegründet.

## Fußball
1921 nahm der Verein erstmals an der Bezirksliga Westpreußen der Baltischen Fußballmeisterschaft teil und spielte als Bezirksmeister der Saison 1921/22 auf Anhieb in der Endrunde um die Baltische Meisterschaft mit. Als drittplatzierte von drei Mannschaften verpasste man punktlos die Meisterschaft und eine Qualifikation für die Deutsche Meisterschaftsendrunde. Während der 1920er Jahre war der Verein als Bezirksmeister der Jahre 1922, 1927, 1928 und 1930 insgesamt viermal in den Ausscheidungsspielen des regionalen Baltischen Fußballverbandes vertreten, konnte dabei jedoch weiterhin keine Erfolge verbuchen. Ab 1930 war der SV Danzig nach einer Umstrukturierung des baltischen Verbandes Mitglied der Bezirksliga Danzig, einer Staffel des Bezirks Grenzmark.
1933 verpasste der SV als Sechster der Danziger Bezirksliga die Qualifikation für die nach Gleichschaltung durch den Nationalsozialismus neugeschaffene Gauliga Ostpreußen und spielte ein Jahr in der nunmehr zweitklassigen Bezirksliga. 1934 stiegen die Danziger auf und nahmen nun an der Gauliga teil, deren Gruppe A sie im ersten Jahr als Zweiter abschlossen und damit das Endspiel um die Ostpreußische Meisterschaft 1935 mit vier Punkten Rückstand auf den SV Prussia-Samland Königsberg verpassten. Danach befanden sie sich bis 1938 in der Bezirksgruppe Danzig, die Teil der Ostpreußischen Gauliga war, und entgingen 1936 als vorletzte von sieben Mannschaften mit zwei Punkten Vorsprung auf den SC Lauental nur knapp dem Abstieg. Auch die Folgesaison wurde ebenso erfolglos auf dem sechsten Platz beendet; in diesem Jahr gab es aber zumindest im Bezirk Danzig keinen Absteiger. Ausgerechnet in der Spielzeit 1937/38 – der letzten vor der Straffung auf eine eingleisige Gauliga – erreichte Schutzpolizei mit dem dritten Rang wieder eine bessere Platzierung, verfehlte damit zwar um drei Punkte hinter dem KS Gedania Danzig die letzte Ostpreußische Endrunde, durfte aber als eine von drei Danziger Mannschaften in der Gauliga Ostpreußen verbleiben, während die anderen vier Vereine den Abstieg hinnehmen mussten.
In der eingleisigen Liga mit zehn Teilnehmern belegte der SV 1939 als Vierter einen Platz im Mittelfeld und trat im August 1939 unter dem neuen Namen Polizei SV Danzig in der 1. Schlussrunde des Tschammerpokals zu seinem einzigen landesweiten Pokalspiel an, musste sich jedoch direkt Viktoria Stolp mit 2:3 geschlagen geben. Die Teilnahme an der Saison 1939/40 musste infolge der Auswirkungen des Zweiten Weltkriegs abgesagt werden. Danach wurde mit der Gauliga Danzig-Westpreußen eine neue kleinere Spielklasse als Abspaltung von der Gauliga Ostpreußen gebildet, um die Reisestrapazen, kriegsbedingt zu aufwendig, gering zu halten. In dieser belegte der PSV Danzig den sechsten und gleichzeitig letzten Platz, blieb aber erstklassig, da die Liga im Folgejahr auf zehn Mannschaften aufgestockt wurde. 1941 wurde der Verein in Sportgemeinschaft der Ordnungspolizei Danzig umbenannt und spielte unter diesem Namen 1941/42 seine letzte volle Spielzeit, in der er als Achter und drei Punkte vor dem Elbinger SV geradeso den Abstieg verhinderte, bevor die SG während der Saison 1942/43 dazu gedrängt wurde, freiwillig aus der Gauliga auszuscheiden. Mit Flucht und Vertreibung der deutschen Bevölkerung 1945 hörte der Verein auf zu existieren. 
Ihre Heimspiele trug die Sportgemeinschaft der Ordnungspolizei Danzig in der Regel auf dem Polizeisportplatz aus.

## Handball
Die Feldhandball-Abteilung spielte 1933/34 und 1935/36 in der erstklassigen Handball-Gauliga Ostpreußen.